# Episodi di Death Valley Days (diciassettesima stagione)
La diciassettesima stagione della serie televisiva Death Valley Days è stata trasmessa in anteprima negli Stati Uniti d'America in syndication tra il 27 settembre 1968 e l'11 giugno 1969.
| nº | Titolo originale                    | Titolo italiano | Prima TV USA      | Prima TV Italia |
| -- | ----------------------------------- | --------------- | ----------------- | --------------- |
| 1  | The Secret of the Black Prince      |                 | 27 settembre 1968 |                 |
| 2  | The Leprechaun of Last Chance Gulch |                 | 28 settembre 1968 |                 |
| 3  | Ton of Tin                          |                 | 28 settembre 1968 |                 |
| 4  | The Sage Hen                        |                 | 1º ottobre 1968   |                 |
| 5  | The Other Cheek                     |                 | 4 ottobre 1968    |                 |
| 6  | A Mule... Like the Army's Mule      |                 | 5 ottobre 1968    |                 |
| 7  | Lottie's Legacy                     |                 | 27 ottobre 1968   |                 |
| 8  | Lady with a Past                    |                 | 19 novembre 1968  |                 |
| 9  | A Short Cut Through Tombstone       |                 | 22 novembre 1968  |                 |
| 10 | Up the Chimney                      |                 | 30 novembre 1968  |                 |
| 11 | The World's Greatest Swimming Horse |                 | 17 dicembre 1968  |                 |
| 12 | Ten Day Millionaires                |                 | 21 dicembre 1968  |                 |
| 13 | A Restless Man                      |                 | 2 gennaio 1969    |                 |
| 14 | A Gift                              |                 | 10 gennaio 1969   |                 |
| 15 | Solomon's Glory                     |                 | 17 gennaio 1969   |                 |
| 16 | The Understanding                   |                 | 28 gennaio 1969   |                 |
| 17 | Long Night at Fort Lonely           |                 | 15 febbraio 1969  |                 |
| 18 | Here Stands Bailey                  |                 | 18 febbraio 1969  |                 |
| 19 | Angel of Tombstone                  |                 | 8 marzo 1969      |                 |
| 20 | A Full House                        |                 | 14 marzo 1969     |                 |
| 21 | How to Beat a Badman                |                 | 18 marzo 1969     |                 |
| 22 | A Key for the Fort                  |                 | 26 marzo 1969     |                 |
| 23 | Drop Out                            |                 | 25 aprile 1969    |                 |
| 24 | The Oldest Law                      |                 | 29 marzo 1969     |                 |
| 25 | Lucia Darling and the Ostrich       |                 | 11 maggio 1969    |                 |
| 26 | Jimmy Dayton's Bonanza              |                 | 11 giugno 1969    |                 |